# Guided by Voices
Pour les articles homonymes, voir GBV.
Guided by Voices (GBV) est un groupe de rock indépendant américain, originaire de Dayton, dans l'Ohio. Il s'articule autour de la personne de Robert Pollard. Le groupe a connu de nombreux changements de personnel, Pollard seul demeurant en place de 1986 jusqu'à la séparation de Guided by Voices, le 31 décembre 2004, après un concert d'adieu de plus de quatre heures, au cours duquel GBV interprète 63 morceaux, au club Metro de Chicago, Illinois. L'album Bee Thousand est classé 10e par Pitchfork dans sa sélection des 100 meilleurs albums des années 1990. Le morceau Teenage FBI est utilisé dans Buffy contre les vampires.
Le groupe se reforme en 2010, et publie pas moins de six albums dont les deux derniers en date Motivational Jumpsuit et Cool Planet, tous deux publiés en 2014. Mais à la mi-septembre de cette même année, le groupe annonce qu'il se sépare à nouveau. Ils reviennent encore en 2016.

## Biographie

### Débuts (1983–1991)
Formé à Dayton, dans l'Ohio au début des années 1980, Guided by Voices est à l'origine groupe de bar. Travaillant désormais de jour, Pollard décide d'en faire un groupe de studio. Ce parcours de Guided by Voices, auto-financé, voit la sortie d'albums indépendants comme Devil Between My Toes, Sandbox, Self-Inflicted Aerial Nostalgia, et Same Place the Fly Got Smashed. Seules quelques centaines de copies de chaque album est pressée, et passent d'amis en familles.

### Lo-fi et major (1992–2004)

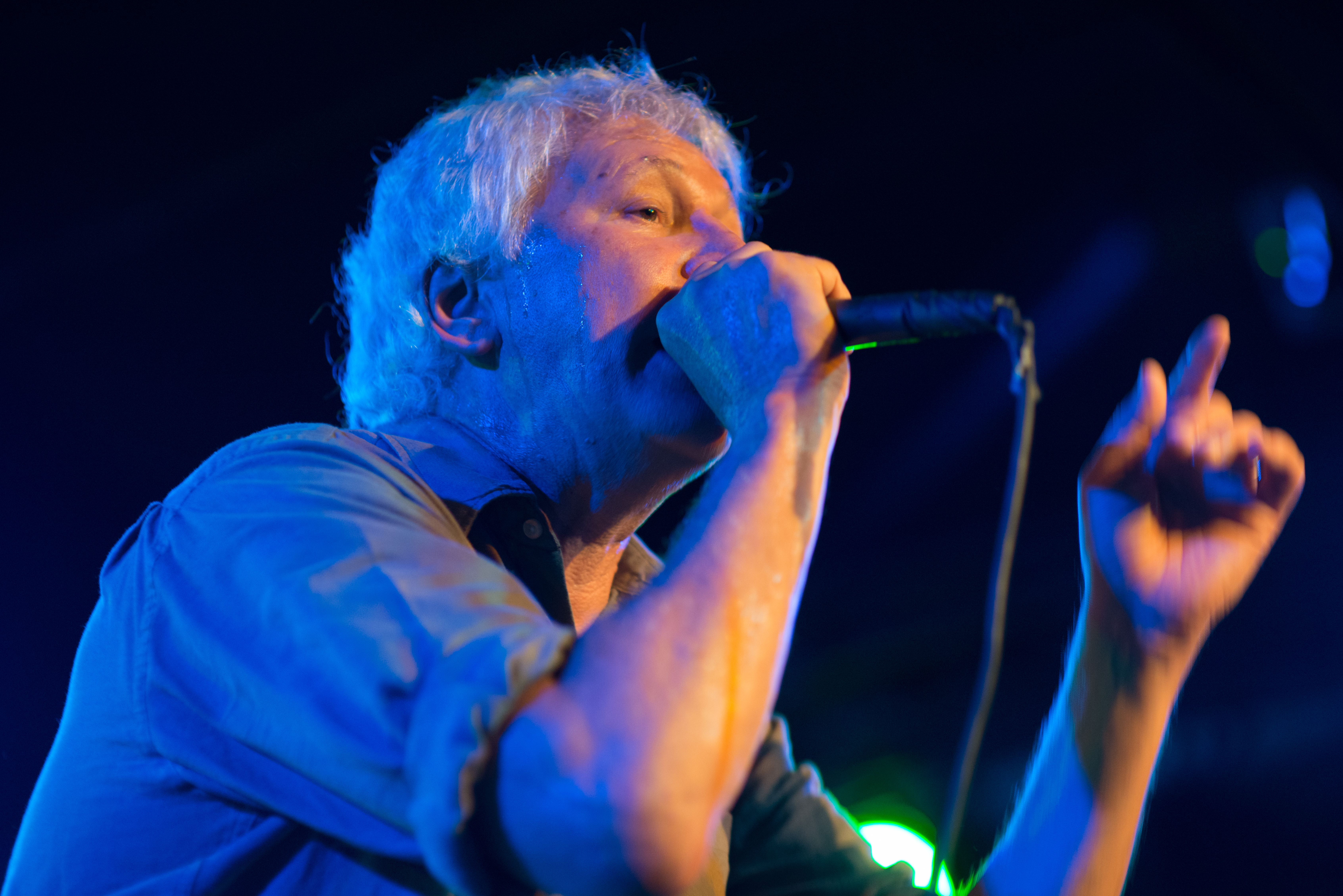
Robert Pollard avec Guided By Voices en 2014.

Avec la sortie de l'album ultra-limité Propeller en 1992 (avec seulement 500 copies pressées qui ont toutes une couverture fait maison), Guided by Voices gagne l'intérêt en dehors de leur ville natale. Cela est du en partie grâce aux fans du circuit college rock et de groupes comme Sonic Youth, R.E.M. et The Breeders. New York et Philadelphie assistent au retour de Guided by Voices sur scène (et les premiers concerts en dehors de l'Ohio) en 1993. En 1994, Pollard délivre l'album Bee Thousand au label Scat Records, distribué par le label indépendant Matador Records. Plus tard, le groupe signe chez Matador.
Le premier album studio de Matador est publié en 1995 sous le titre de Alien Lanes. Des sessions pour un album-concept intitulé The Power of Suck sont abandonnées, et le groupe assemble Under the Bushes Under the Stars compilant leur 24 premières sessions d'enregistrement avec Kim Deal et Steve Albini, entre autres, en 1996. Pollard lance par la suite une nouvelle incarnation de Guided by Voices avec les glam rockers Cobra Verde de Cleveland, Ohio, en 1997. L'album qui suit, Mag Earwhig!, mêle sonorités hard rock et fragments classiques de lo-fi, et comprend une chanson, Jane of the Waking Universe, qui fait participer la dernière formation du groupe avant changement en 1997.
Après leur départ de TVT Records en 2002, Guided by Voices revient au label Matador, et y publie Universal Truths and Cycles, qui diffère musicalement de leurs deux précédents volets, et revient à l'esthétique sonore mid-fi des années 1990. Le producteur de Universal Truths, Todd Tobias, enregistrera leurs deux derniers albums pour Matador. En 2003, l'album Earthquake Glue est publié, et suivi par un coffret anthologie intitulé Hardcore UFOs: Revelations, Epiphanies and Fast Food in the Western Hemisphere et le best-of Best of Guided by Voices: Human Amusements at Hourly Rates. En 2004, Pollard annonce la séparation de Guided by Voices après la sortie de l'album Half-Smiles of the Decomposed, et une tourné d'adieu.
Le 9 novembre 2004, Guided by Voices joue au Austin City Limits, diffusé par PBS le 22 janvier 2005. Leur dernière apparition télévisée se fait au Late Night with Conan O'Brien le 2 décembre 2004. Ils jouent le single, Everybody Thinks I'm a Raincloud (When I'm Not Looking). Après quelques concerts américains, Guided by Voices joue son dernier concert au Metro de Chicago le 31 décembre 2004. La finale qui dure quatre heures et 63 chansons est documentée dans le DVD The Electrifying Conclusion.

### Post-GBV (2005–2009)
Pollard publie son premier album après la séparation du groupe chez Merge Records en 2006. Il s'intitule From a Compound Eye et est un double LP produit par Todd Tobias. Après la séparation, la presse demandera à Pollard si une réunion est faisable. En 2007, il explique au magazine Magnet : « Pour moi, j'en sais rien. Si vous voulez revoir le groupe, c'est pour jouer un nouvel album, pas les anciens hits. [...] Je ne vois pas Guided By Voices se reformer. Une dernière chose, il y a eu 50 à 60 personnes qui ont joué au sein de Guided by Voices. »
En 2008, Pollard admet avoir failli reformer le groupe pour son album Robert Pollard Is Off to Business mais décide de ne pas le faire, préférant lancer un nouveau label intitulé Guided by Voices Inc.. En octobre 2008, il est annoncé qu'une chanson des Guided by Voices sera utilisée dans un film en 3D [basé sur la vie de Cléopâtre réalisé par Steven Soderbergh, et écrit par James Greer.

### Retour (2010–2014)
En juin 2010, Matador Records annonce le retour de la formation 1993-1996 du groupe à Las Vegas, en octobre la même année. Une tournée de réunion est finalement annoncée et jouée à guichet fermé. La tournée s'arrête au Maxwell's de Hoboken et au Southgate House de Newport, dans le Kentucky, deux endroits qui les ont vus se construire leur histoire. Interviewé par le magazine Spinner, Pollard n'exclut pas la possibilité d'un nouvel album des GBV. Le 21 septembre 2011, l'album Let's Go Eat the Factory est annoncé pour janvier 2012. Le groupe annule ce qui devait être une tournée spéciale post-réunion britannique au festival All Tomorrow's Parties 'I'll Be Your Mirror' au Alexandra Palace, de Londres, en mai 2012 et prévoit de jouer au festival Primavera Sound de Barcelone. La direction du groupe explique que cette annulation n'a rien à voir avec une séparation en vue.
Le groupe publie un deuxième album post-retour, Class Clown Spots a UFO, le 12 juin 2012. Un troisième album, The Bears for Lunch, suit en novembre. GBV commence de nouveau à tourner en septembre 2012 à commencer par Dayton, dans l'Ohio, le 8 septembre 2012, qui fait escale à Cleveland, Pittsburgh, en Caroline du Nord, en Floride, Géorgie, à La Nouvelle-Orléans, au Texas (Houston et Austin), dans le Missouri et dans le Kansas,pour se terminer le 29 septembre 2012 à St. Louis. Un autre album, English Little League, est publié en 2013.
Le 18 septembre 2014, GBV publie un communiqué sur Facebook annonçant une nouvelle séparation. Les dates de tournées restantes sont annulées.

### Second retour (depuis 2016)
En février 2016, Guided by Voices annonce sa participation au Sled Island Festival le 25 juin, avec Pollard à tous les instruments. Pollard confirme ensuite le retour du groupe avec une nouvelle formation : l'ancien batteur Kevin March, ainsi que les guitaristes Bobby Bare, Jr. et Nick Mitchell et le bassiste Mark Shue. En concert le 16 juillet 2016, le guitariste Nick Mitchell est remplacé par Doug Gillard. Gillard rejoint ensuite de nouveau Guided by Voices plus tard dans le mois.
Le 25 janvier 2017, le groupe annonce son premier double album August by Cake pour le 7 avril 2017, et publie un nouveau morceau, Hiking Skin. L'album sera aussi le 100e album de Robert Pollard. Le 22 juin 2017, Guided by Voices annonce un autre album pour 2017, How Do You Spell Heaven, pour le 11 août. Le groupe sort aussi le single Just to Show You.

## Discographie

### Albums studio
- 1987 - Devil Between My Toes
- 1987 - Sandbox
- 1989 - Self-Inflicted Aerial Nostalgia
- 1990 - Same Place The Fly Got Smashed
- 1992 - Propeller
- 1993 - Vampire on Titus
- 1994 - Bee Thousand
- 1995 - Alien Lanes
- 1996 - Under the Bushes, Under the Stars
- 1996 - Tonics and Twisted Chasers
- 1997 - Mag Earwhig!
- 1999 - Do the Collapse
- 2001 - Isolation Drills
- 2002 - Universal Truths and Cycles
- 2003 - Earthquake Glue
- 2004 - Half-Smiles of the Decomposed
- 2012 - Let’s Go Eat the Factory
- 2012 - Class Clown Spots a UFO
- 2012 - The Bears for Lunch
- 2013 - English Little League
- 2014 - Motivational Jumpsuit
- 2014 - Cool Planet
- 2016 - Please Be Honest
- 2017 - August by Cake
- 2017 - How Do You Spell Heaven
- 2018 - Space Gun
- 2019 - Zeppelin Over China
- 2019 - Warp and Woof
- 2019 - Sweating the Plague
- 2020 - Surrender Your Poppy Field
- 2020 - Mirrored Aztec
- 2020 - Styles We Paid For
- 2021 - Earth Man Blues
- 2021 - It's Not Them. It Couldn't Be Them. It Is Them!
- 2022 - Crystal Nuns Cathedral
- 2022 - Tremblers and Goggles by Rank
- 2023 - La La Land
- 2023 - Welshpool Frillies
- 2023 - Nowhere to Go but Up
- 2024 - Strut of Kings
- 2025 - Universe Room

### EP
- 1986 -  Forever Since Breakfast
- 1993 -  The Grand Hour
- 1993 -  Static Airplane Jive
- 1994 -  Get Out Of My Stations
- 1994 -  Fast Japanese Spin Cycle
- 1994 -  Clown Prince of the Menthol Trailer
- 1994 -  I Am A Scientist
- 1995 -  Tigerbomb
- 1996 -  Sunfish Holy Breakfast
- 1996 -  Plantations Of Pale Pink
- 1997 -  Wish In One Hand…
- 1999 -  Plugs For The Program
- 2000 -  Hold On Hope
- 2000 -  Dayton, Ohio-19 Something and 5
- 2001 -  Daredevil Stamp Collector: Do The Collapse B-sides
- 2002 -  The Pipe Dreams Of Instant Prince Whippet

### Compilations
- 1995 - Box
- 2000 - Suitcase: Failed Experiments And Trashed Aircraft
- 2003 - Hardcore UFOs: Revelations, Epiphanies and Fast Food in the Western Hemisphere
- 2005 - Suitcase 2: American Superdream Wow
- 2009 - Suitcase 3: Up We Go Now
- 2015 - Suitcase 4: Captain Kangaroo Won the War
- 2022 - Scalping the Guru (Compilation 1993/1994 : titres tirés des EPs "Static Airplane Jive", "Get Out of My Stations", "Fast Japanese Spin Cycle" & "Clown Prince of the Menthol Trailer")